# Lillebæltsbroen (1935)
 For alternative betydninger, se Lillebæltsbroen. (Se også artikler, som begynder med Lillebæltsbroen)
Lillebæltsbroen – nu også Den gamle Lillebæltsbro – er en kombineret jernbane- og vejbro og blev den første faste forbindelse mellem Jylland og Fyn. Anlægget blev påbegyndt i 1925, og broen blev indviet 14. maj 1935.

## Baggrund og valg af brotype
Den fynske hovedbane mellem Middelfart og Nyborg åbnede i 1865 og blev året efter forbundet med Strib. Det var dog først syv år senere, at der blev indsat en jernbanefærge over Lillebælt til Fredericia (Snoghøj), så der var togforbindelse helt fra København.
Da jernbanefærgeforbindelsen åbnede, begyndte undersøgelser af mulighederne for at få en fast forbindelse – dvs. en bro – over farvandet. Det første forslag blev fremlagt Rigsdagen i 1899 uden at blive vedtaget, da prisen var for høj.
Efter Genforeningen i 1920 var trafikken over Fyn og til Sønderjylland vokset markant, og der blev bevilget penge til at gennemføre jordbundsundersøgelser. Fra 1923 ledte Anker Engelund projekteringsarbejdet.
Den oprindelige tanke var en dobbeltsporet jernbanebro, da en kombineret vej- og jernbanebro ville blive for dyr. Alternativt var en slags hængebane under broen, som kunne "færge" køretøjerne over på den anden side.
Minister for offentlige arbejder M.N. Slebsager (V) fik i foråret 1924 vedtaget en anlægslov i Rigsdagen, der foreskrev opførelsen af en dobbeltsporet jernbanebro som højbro. Under lovforslagets behandling blev det diskuteret, om det skulle være en kombineret vej- og jernbanebro, men det blev endeligt fravalgt af sparehensyn. Imidlertid skulle bropillerne bygges, så broen nemt kunne øges med en vejdel.
Inden påbegyndelsen var der sket en sådan vækst i automobiltrafikken, at det var nødvendigt også at etablere kørespor til den. I sommeren 1927 blev der vedtaget en 6 meter bred kørebane med fortov. Ekstraomkostningen blev finansieret med provenuet fra Lov om Afgift af Motorkøretøjer.

## Fundering og opbygning
Den oprindelige tanke var at bygge sænkekasser på land, trække dem ud i vandet, støbe bropillen, og flytte dem videre til næste sted. Det ville kræve, at udgravningen til funderingen ville foregå ved 3,5 atmosfæres tryk. En af Monberg & Thorsens indhyrede ingeniørfirmaer fik med baggrund i Lillebælts særligt vandtætte ler den idé at udnytte åbne sænkekasser til at skabe et "hulrum" i havbunden. På denne måde kunne de pumpe vandet ud og støbe fundamentet direkte. For at sikre forankringen af sænkekassen og bropillen yderligere, nedrammede man stålrør i en dybde på 2-4 meter, som alle skulle have samme bundkote.
Ståloverbygningen hviler på lejer på de landfaste piller, samt sæt a fire faste og fire bevægelige stållejer på pillerne ude i bæltet. Den er udført som en selvbærende konstruktion – en cantileverbro. På hver pille ude i vandet kom en gitterkonstruktion ud fra den ene side med en arbejdsplatform på 30 meter. Her blev det første fag af gitterkonstruktionen bygget, hvorefter der blev bygget et tilsvarende fag på den anden side for at skabe ligevægt på pillen.
Overbygningens toppunkt er 24 meter højt og aftager lineært til 21 meter over pille 2 og 3, der bærer midterfaget. Højden af overbygningen aftager igen lineært til 15 meter over de første landfaste piller (J1 og F1).

### Buebroerne
Tilslutningsfagene på land er to buebroer hver delt i to ribber, som er udført i jernbeton. De østlige ribber er 3 meter brede og bærer jernbanen. De to vestlige er 1,5 meter brede og bærer kørebanen med fortov. Herved sker der en konstruktionsmæssig adskillelse af tryk- og trækkræfter fra de to trafiktyper.
På Fynssiden er der tre buer med en samlet længde på 140 meter. På Jyllandssiden er der fem buer med en samlet længde på 215 meter. Buernes spænd varierer fra 30 til 40 meter, mens højden midt i buen er på ca. 30 meter, og pillernes er 24,5 meter høje. Dog er de to første piller, der går ind i skråningerne på begge sider, blot 15 meter.
Støbearbejdet begyndte på Fyn, hvorfra mandskab, maskiner og udstyr blev sejlet over til Jylland. Her var jordbundsforholdene mere komplicerede: Skrænten bestod af sandsten og skifer. For at opnå et bæredygtigt underlag var det nødvendigt at ramme ovale jernspunsvægge 18 meter ned med 3 meters mellemrum. De blev nu udstøbt massivt med beton. Desuden blev der boret 16 meter ned under Lillebælts vandspejl, og landpillens fundament blev støbt som en 28 meter høj massiv betonblok.

## Indvielse
Den officielle indvielse skete torsdag den 14. maj 1935. 376 officielle gæster fra hovedstaden blev kørt til Lillebælt i to lyntog, mens 125 lokale gæster inden åbningen spiste på Restaurant Broen. Højtideligheden begyndte med Kongeskibet Dannebrogs ankomst til Middelfart Havn kl. 13.00. Her blev Kong Christian 10. modtaget af en række æresgæster med statsminister Thorvald Stauning (S) i spidsen.
Selskabet kørte fra Middelfart Station til Fredericias nye banegård med et lyntog, der ankom til brohovedet kl. 13.54. Her talte kongen, statsministeren, ministeren for offentlige arbejder J.F.N. Friis-Skotte (S) m.fl. Efter talerne gik kongen med følge op i lyntoget, der på broen sprængte en rød silkesnor.
De samlede udgifter til bro- og jernbanebyggeriet anløb på 42 mio. DKK. Heraf kostede jernbanebroen 16,7 mio. kr., vejbroen 7,5 mio. kr., vejanlæggene 1,6 mio. kr. og de tilsluttende jernbaneanlæg 16,5 mio. kr. Beløbene modsvarer i 2018 knap 1,5 mia. kr. – fordelt på hhv. 600 mio. kr., 270 mio. kr., 49 mio. kr. og 593 mio. kr.

## Ny Lillebæltsbro
Lillebæltsbroen blev en succes. Rejsetiden for tog mellem København og Esbjerg faldt med omtrent 40 % til 4 timer og 34 minutter og blev langt mere komfortabel, fordi passagererne ikke længere skulle skifte ved Lillebælt.
Biler og cykler kunne køre frit over broen, som mellem 1934 og 1939 blev passeret af 2,5 mio. biler. Den stærke forøgelse af biltrafikken i 1950'erne betød, at broen blev en decideret flaskehals. Samtidig kom de brede motorveje, der passede til den moderne trafik.
Det store motorvejs-H, som blev anlagt i Danmark, skulle også krydse Lillebælt, og i 1960'erne var problemet blevet alvorligt. I 1961-1965 blev biltrafikken fordoblet fra 2,5 til 5 mio. køretøjer om året. Køerne på de store feriedage kunne strække sig 20–30 km på begge sider, og et uheld på broen lammede trafikken i området totalt. En motorvejsbro i forbindelse med den øst-vestgående motorvej i "H'et" var en nødvendighed.

## Bridgewalking (Brovandring)
Som den første og for nuværende (2015) eneste bro i Europa, blev bridgewalking, brovandring, (det vil sige gang på brotoppen) på Lillebæltsbroen, indviet den 10. maj 2015.
Fremover vil det være muligt, for alle, mod betaling, at foretage en vandring over broen, under professionel ledelse.
Herefter er det planlagt at vandringerne fremover vil blive foretaget i sommersæsonen.
Deltagere skal opfylde visse krav for at deltage i brovandringen. Eksempelvis er der alderskrav samt at man er fysisk mobil, dette uden hjælpemidler hvilket er et forlangende, hensigtsmæssigt fodtøj og beklædning etc.
Gang ovenpå broen foregår i 20 meters højde over vejbanen, i alt 60 meter over havoverfladen.
Udover Lillebæltsbroen, er det muligt at foretage bridgewalking på broer i Auckland og Sydney.

## Tredje lillebæltsforbindelse
Som del af Infrastrukturplan 2035 gik man i 2023 i gang med at undersøge en tredje forbindelse.

## Gengivelser
- 100-kronesedlen fra 2009-serien[11].
- Askebæger (1960) Aluminia/Kgl. Porcelæn[12]
- Juleplatte (1935) Bing & Grøndahl[13]

## Galleri
- Set fra Middelfart-siden.
- Set mod Fyn.
- Set mod Fyn, med et IC2
- Model på Danmarks Jernbanemuseum.
- Godstog på Middelfart-siden.
- Set fra Jylland-siden.
- Set fra Hakernør ved Høneborg, øst for Skærbæk
- Hold forbereder sig til brovandring.
- Hold på vej til brovandring.
- Brovandring set mod Snoghøj.